# Hayashi Keisuke
Keisuke Hayashi (sinh ngày 25 tháng 7 năm 1988) là một cầu thủ bóng đá người Nhật Bản.

## Sự nghiệp câu lạc bộ
Keisuke Hayashi đã từng chơi cho Vissel Kobe và Gainare Tottori.